# یوهین سبیل‌دار
یوهین سبیل‌دار (نام علمی: Yuhina flavicollis) نام یک گونه از سرده یوهین است.